# The Condor
The Condor — американський орнітологічний журнал для публікації результатів наукових досліджень у різних галузях науки про птахів. Названо за іменем каліфорнійського кондора, символу американських індійців.

## Історія
З 1899 року публікується Куперівським орнітологічним товариством (Cooper Ornithological Society; що засновано у 1893 р. і названо на честь натураліста Джеймса Грема Купера, 1830—1902). Спочатку виходив на кошти каліфорнійських біологів під назвою Bulletin of the Cooper Ornithological Club, мав регіональне значення, охоплював проблеми заходу США. У 1900 році назва змінилась на сучасну The Condor. У 1947 році мав підзаголовок The Condor, Journal of the Cooper Ornithological Club.
Першим редактором у 1899—1902 роках був Честер Барлоу (Chester Barlow). З 1902 по 1905 рр. журнал очолював Вальтер Фішер (Walter K. Fisher), у 1906—1939 — редагуванням займався Джозеф Гріннелл (Joseph Grinnell). Видавцем був Чарльз Нейс (Charles A. Nace). Редколегію було утворено лише в 1951 році після збільшення об'єму журналу. Надалі головними редакторами були: в 1939—1965 — Олдін Міллер (Alden H. Miller). З 1965 року редактором став Джеймс Кінг (James King, Washington State University), який встановив систему попереднього зовнішнього рецензування статей. Понад 40 % статей написано біологами з-поза меж США.
У 2010 році індекс цитування журналу за даними ISI Journal Citation Reports® склав 1.290 пунктів (Impact Factor) і дозволив піднятися на 5-е місце серед 19 орнітологічних журналів (5/19 — Ornithology).
На початок 2011 року було опубліковано 113 томів.

## Статті
- Реферати статей The Condor (англ.). Bioone.org. Архів оригіналу за 18 травня 2012. Процитовано 6 лютого 2012.

- Статті 2001-2008 років (архів) (англ.). cooper.org. Архів оригіналу за 18 травня 2012. Процитовано 6 лютого 2012.

- Статті 1999—2000 років (архів) (англ.). elibrary.unm.edu. Архів оригіналу за 18 травня 2012. Процитовано 6 лютого 2012.

## ISSN
- Print ISSN 0010-5422
- Online ISSN 1938-5129[7]